# Nealcidion venosum
Nealcidion venosum är en skalbaggsart som först beskrevs av Bates 1880.  Nealcidion venosum ingår i släktet Nealcidion och familjen långhorningar. Inga underarter finns listade i Catalogue of Life.